# Embalse del Amadorio
El embalse del Amadorio se encuentra situado entre los municipios de Villajoyosa y Orcheta, en la provincia de Alicante (España). Los cuatro kilómetros de distancia en línea recta que le separan del mar, lo hacen el segundo más cercano al mar de toda España. El primero es embalse de Urbieta, en Vizcaya, que se encuentra apenas a 200 m del mar Cantábrico.
Se construyó en el año 1957 a lo largo del cauce del río Amadorio sobre una superficie de 103 hectáreas y con una capacidad máxima de 15,8 hm³. Tiene una presa de gravedad de 63 m de altura y 318 m de longitud de coronación, con aliviadero de compuertas de 400 m³/s de capacidad.
Este pantano pertenece a la Confederación Hidrográfica del Júcar y sus aguas se destinan al riego y al abastecimiento, a través del Consorcio de la Marina Baja, de las ciudades de Benidorm y Villajoyosa.

## Actividades
La mayoría de su contorno es accesible y cuenta con pocos lugares abruptos.

### Pesca
En actualidad el pantano está acotado y solo los miembros del club que lo gestiona tienen permitida la pesca ahí, si bien los no miembros pueden pescar en una pequeña zona del embalse previa la compra del billete de un día. La especie más abundante y buscada es la carpa.